# Station Górne
Station Górne was een spoorwegstation in de Poolse plaats Górne. In 1993 is het treinverkeer gestaakt.